# .cl
A .cl Chile internetes legfelső szintű tartomány kódja, melyet 1987-ben hoztak létre.